# Stenostomum obovatum
Stenostomum obovatum är en måreväxtart som beskrevs av Nathaniel Lord Britton. Stenostomum obovatum ingår i släktet Stenostomum och familjen måreväxter. Inga underarter finns listade i Catalogue of Life.